# Onze Lieve Vrouw van Coromoto

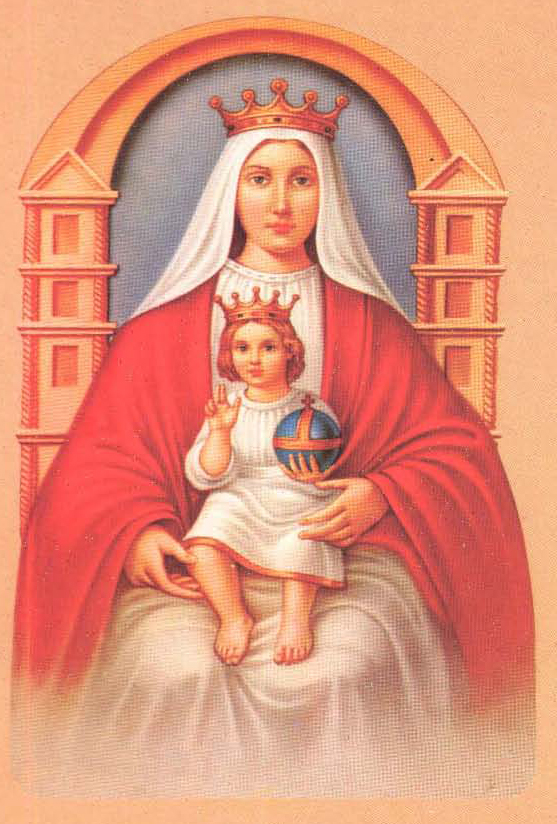
Icoon van de Heilige maagd van Coromoto

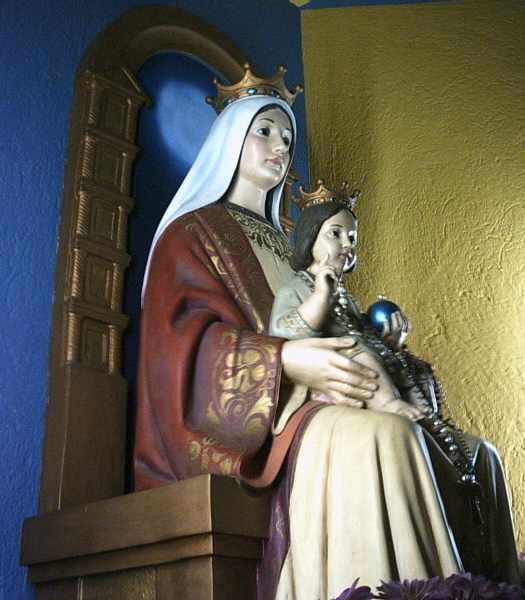
Standbeeld van de Maagd van Coromoto in Guanare.

Onze Lieve Vrouw van Coromoto (spaans, Nuestra Señora de Coromoto), ook wel bekend als de Maagd van Coromoto (spaans, Virgen de Coromoto), is de naam die aan de Maagd Maria werd gegeven vanwege een vermeende mariaverschijning in de stad Guanare in Venezuela in 1651.

## Mariaverschijning
In 1591, toen de stad Guanare (hoofdstad van de Portuguesa- staat) werd gesticht, vluchtte de Cospes, een Indiase stam die de regio bewoonde, naar de noordelijke jungle. Missionarissen probeerde te evangeliseren, maar werden aanvankelijk tegengehouden. Er is een legende dat de Maagd Maria tweemaal verscheen aan het opperhoofd van de plaatselijke stam, eenmaal in 1651 in een rivierkloof toen ze hem vroeg om zich te laten dopen, en nogmaals, toen hij de doop nog steeds weigerde, op 8 september 1652 verscheen Maria in zijn hut. Deze keer zou hij hebben geprobeerd haar te grijpen, maar ze verdween, en liet een klein schilderij van haar achter. Coromoto liet zich daarna snel dopen en moedigde andere leden van de stam aan zijn voorbeeld te volgen.

## Verering
In 1807 werd er een kerk gebouwd in Guanare op de plaats van de tweede verschijning. Hier bevindt zich het standbeeld van de Maagd van Coromoto. Het Venezolaanse episcopaat verklaarde 'Onze Lieve Vrouw van Coromoto' op 1 mei 1942 tot patrones van Venezuela, wat op 7 oktober 1944 door paus Pius XII werd geratificeerd. Een meer recente kerk, de kerk van Onze-Lieve-Vrouw van Coromoto in Guanare, werd op 7 januari 1996 ingewijd, en is verheven tot Basilica minor. De 'Dag van de Maagd van Coromoto' is een feestdag, en wordt ieder jaar gevierd op 11 september.